# Prophétie autoréalisatrice
 (mai 2012).
Si vous disposez d'ouvrages ou d'articles de référence ou si vous connaissez des sites web de qualité traitant du thème abordé ici, merci de compléter l'article en donnant les références utiles à sa vérifiabilité et en les liant à la section « Notes et références ».
La prophétie autoréalisatrice (de l'anglais self-fulfilling prophecy) est un concept de sciences sociales et psychologiques utilisé pour traduire une situation dans laquelle quelqu'un qui prédit ou s'attend à un événement, souvent négatif, mais aussi parfois positif , modifie ses comportements en fonction de ses croyances, ce qui a pour conséquence de faire advenir la prophétie.
Le concept a été introduit par les sociologues nord-américains Robert King Merton et William Isaac Thomas. Il est utilisé dans de nombreux contextes comme l'origine des conflits, l'économie, la médecine, le sport, la pédagogie, la politique, etc.
La notion est connue en pédagogie sous le nom d'effet Pygmalion (lorsque l'effet est positif) ou d'effet Golem (lorsqu'il est négatif). Quand la modification des comportements induits par la prédiction tend à bloquer la réalisation des événements, on parle également de prophétie auto-destructrice (de l'anglais self-destructing ou self-defeating prophecy).

## Processus

### Aux origines de la prophétie autoréalisatrice
Le concept (mais pas la terminologie) est aussi vieux que la notion même de prophétie : c'est par exemple parce qu'Œdipe apprend de l'oracle de Delphes son funeste destin qu'en tentant de lui échapper, alors qu'il ignore qui sont ses véritables parents, il fuit jusqu'à l'endroit exact où celui-ci se réalisera.
La notion de prophétie autoréalisatrice a été décrite sous ce nom en 1948 par le sociologue fonctionnaliste Robert K. Merton à partir du « théorème de Thomas » : « Si les hommes considèrent des situations comme réelles, alors elles le deviennent dans leurs conséquences ». Selon Thomas, les actions individuelles se comprennent au regard de la « définition de la situation » que ceux-ci élaborent avant d'agir. Aussi, peu importe que les individus se trompent, que leurs représentations soient justes ou fausses, car les actions consécutives à une croyance sont identiques que celle-ci soit juste ou fausse.

### Fonctionnement de la prophétie autoréalisatrice
C'est en 1948 dans The Antioch Review (puis, l'année suivante, dans Social Theory and Social Structure – ouvrage traduit en français sous le titre Éléments de théorie et de méthode sociologique) que Robert K. Merton a développé la notion de prophétie autoréalisatrice à partir du théorème de Thomas. Il la présente ainsi :

« C’est, au début, une définition fausse de la situation qui provoque un comportement qui fait que cette définition initialement fausse devient vraie. »

À la différence du « théorème de Thomas », dans ce cas, ce ne sont plus simplement les conséquences de la croyance qui sont vraies, mais la croyance qui le devient.
Robert K. Merton explique ainsi les problèmes d'intégration des Afro-Américains dans les syndicats aux États-Unis. Pour Merton, si les Afro-Américains ne sont pas intégrés dans les syndicats, c'est parce que les syndicalistes pensent que les Noirs ne partagent pas les valeurs du syndicat en travaillant durant les grèves ; or si ceux-ci sont amenés à travailler à l'encontre du syndicat, c'est qu'ils en sont en réalité exclus.

## Prophétie autodestructrice
La situation réciproque de la prophétie autoréalisatrice est appelée en anglais « Self-defeating prophecy » ; l'expression est généralement traduite par « prophétie autodestructrice ». Cette fois, c'est le fait d'annoncer un événement qui le contrecarre.
On trouve notamment de telles situations en économie : par exemple, le fait d'annoncer qu'une ressource sera abondante et à bas prix l'an prochain (ou, à l'inverse : sera rare et chère), incite des investisseurs à augmenter leur besoin en cette ressource, (ou à l'inverse : s'organiser pour s'en passer le plus possible), ce qui augmente la demande (ou à l'inverse : la baisse) et joue en sens inverse de la prédiction. L'effet est suffisant pour que les prévisionnistes professionnels en tiennent compte.
Par exemple on considère souvent que le désastre que devait causer le bogue de l'an 2000 était une prophétie autodestructrice car l'annonce d'une catastrophe a permis d'obtenir la mobilisation nécessaire pour la contrecarrer[réf. souhaitée]. On peut mettre en œuvre un tel raisonnement pour analyser l'élection présidentielle française de 1995 : le fait qu'Édouard Balladur ait été annoncé vainqueur par de nombreux journaux aurait contribué à sa défaite[réf. souhaitée]. Idem pour l'élection de 2002 : la prédiction selon laquelle Lionel Jospin atteindrait sans problème le second tour aurait démobilisé ses électeurs, et serait en partie responsable de sa défaite.

## Prophétie autocréatrice
A contrario, il est possible d'induire la réalisation d'un projet ou d'un souhait en le considérant comme déjà réalisé, même si cela n'est pas encore vrai à l'instant donné. Ainsi, un employé peut matérialiser son nouveau poste en signant des messages avec le titre qu'il souhaite désormais arborer. Sa répétition entraîne son acceptation, et in fine sa réalisation.
Il en est de même pour des projets innovants qui n'existent pas encore, mais qui apparaissent de plus en plus réalisables à force de les évoquer, jusqu'au moment où leur évidence entraîne leur réalisation (Martin Luther-King : "I have a dream").

## Exemples de prophéties autoréalisatrices dans différents domaines

### Éducation
David Trouilloud et Philippe Sarrazin, dans la note de synthèse qu'ils consacrent aux prophéties autoréalisatrices dans le champ de l'éducation, s'intéressent au débat autour des interrogations sur « le rôle joué par les attentes des enseignants dans la réussite ou l’échec scolaire des élèves ». L'« effet des attentes », souvent évoqué, dans le cadre éducatif, comme l'effet Pygmalion, est, selon ces auteurs, une forme de prophétie autoréalisatrice. Ils distinguent trois étapes dans le processus :
- Les enseignants, influencés par les informations qu'ils ont reçues à propos des élèves, « forment des attentes différenciées » à leur égard.
- Ces attentes suscitent de leur part un « traitement particulier des élèves qui se manifeste par des tâches scolaires, des feedbacks et un soutien affectif singuliers »[6].
- Selon eux, c'est ce traitement différentiel qui modifie les comportements et les résultats scolaires des élèves.

L'effet des attentes serait ainsi démontré, puisque l’attente de l’enseignant a un effet sur son attitude à l’égard de l’élève, tandis que celui-ci tendrait à se conformer à la croyance de son enseignant.

### Économie
Les agents économiques adaptent leur comportement en fonction de l'anticipation qu'ils font d'un phénomène (inflation...) et de ce fait provoquent ce phénomène. Annoncer la hausse du prix d'une marchandise, a fortiori sa pénurie, provoque des achats de précaution et contribue à la hausse de son prix, voire à la pénurie. La bourse permet à des prophéties de se réaliser si elles sont suffisamment crues. Une monnaie bénéficiant de la confiance de suffisamment de spéculateurs voit son cours augmenter, même si elle n'était pas réellement sous-cotée auparavant.
Inversement, annoncer qu'une valeur est sous-évaluée peut suffisamment inciter à l'acheter pour que la prévision s'en retrouve invalidée : la prophétie est alors autodestructrice.

### Guerre et paix
L'engrenage des antagonismes est en partie fondé sur les intentions qu'on prête, à tort ou à raison, à l'autre.
Au chapitre des prophéties autoréalisatrices, le fait de considérer l'autre comme hostile conduit à prendre des précautions (voire des actions préventives), que l'autre peut interpréter comme autant de menaces ou même d'agressions caractérisées qui motiveront de sa part des mesures symétriques : l'hostilité se renforce. Inversement, la conviction que l'ennemi est conscient des risques et n'ira pas trop loin dans la mesure où on reste soi-même dans certaines limites (voir équilibre de la terreur) est un facteur psychologique important, parfois modérateur et auto-réalisateur (comme pendant la Guerre froide), parfois au contraire générateur de tensions croissantes et de prophétie auto-destructrice (comme la volonté de paix à tout prix du Royaume-Uni et de la France a été un des facteurs des exigences croissantes d'Hitler qui ont conduit à la Seconde guerre mondiale).

### Politique
L'influence de la presse écrite et de la télévision permet aujourd'hui aux journalistes de faire des prophéties autoréalisatrices lors des élections. Ainsi, Daniel Schneidermann perçoit la désignation de Ségolène Royal, candidate du Parti socialiste à l'élection présidentielle française de 2007, comme une prophétie autoréalisatrice.

### Médecine
L'effet placebo est l'effet par lequel l'absorption d'une molécule pharmacologiquement inactive peut avoir des effets physiologiques mesurables, allant jusqu'à la suppression des symptômes d'une maladie, pour un individu convaincu de bénéficier d'un traitement efficace. L'effet inverse s'appelle l'« effet nocebo », consistant en l'apparition ou l'aggravation de symptômes du fait de la conviction de l'individu d'être exposé à un agent délétère,.

### Sciences
La loi de Moore (dont l'un des énoncés prévoit que le nombre de transistors dans les nouveaux microprocesseurs double tous les 18 mois) est souvent perçue[réf. nécessaire] comme une prophétie autoréalisatrice.

### Légendes et littérature
Les oracles de la Pythie étaient généralement autoréalisateurs : ils poussaient le destinataire sur la voie qui le menait à la réalisation de l'oracle. Il n'y a pas de « boucle de causalité » à proprement parler puisque le Destin, du point de vue de la mythologie grecque, préexiste aussi bien à l'énoncé de l'oracle qu'à sa réalisation, qui en font tous deux partie. La moralité de ces mythes est avant tout l'impossibilité d'échapper à ce Destin. Les exemples les plus célèbres sont le mythe d'Œdipe et, dans une moindre mesure, celui de Persée.
La célèbre pièce Macbeth de William Shakespeare, qui raconte de manière fantaisiste le règne du Roi d’Écosse, Macbeth, se déroule aussi sur la base d'une prophétie autoréalisatrice. En effet, dans l'adaptation de Shakespeare, n'eussent été les trois sorcières, rencontrées par Macbeth sur son chemin et lui prédisant un avenir de roi, Lady Macbeth n'aurait jamais convaincu son mari de tuer le roi Duncan, alors en visite chez eux, pour s'y substituer. Une forme affaiblie de ce phénomène se trouve dans de nombreux contes, par exemple la défense faite à la femme de Barbe-Bleue d'aller dans une pièce dont il lui donne la clé, provoquant une tentation irrésistible de transgression.
Les mythes et légendes sont également riches en phénomènes que l'on peut analyser comme des prophéties autoréalisatrices. Tel roi par exemple à qui l'on annonce qu'un enfant à naître sera son assassin, persécute ceux chez qui l'enfant doit naître, fait tuer ses parents, ce qui fait naître le désir de vengeance chez l'homme devenu grand. L'histoire du colporteur de Swaffham en est un autre exemple.
En revanche, certains auteurs se servent de prophéties pour construire d'authentiques « boucles de causalité ». Par exemple dans Harry Potter, le professeur de divination se voit dans sa boule de cristal rendre visite au directeur de l'école, et va donc subséquemment lui rendre visite. Toujours dans Harry Potter, la prophétie indique au Seigneur des Ténèbres que seul un enfant pourra le battre, il tente donc d'assassiner cet enfant, lui donnant par là les pouvoirs pour le battre.
Les romans de l'univers étendu de Star Wars exploitent explicitement ce type de prophéties. Dans La Main de Thrawn, Luke Skywalker se voit sur une planète et décide immédiatement d'y aller. À l'inverse, on trouve une prophétie autodestructrice quand Jacen Solo déclenche une guerre préventive qui empêche la réalisation d'une guerre de plus grande échelle dont il avait eu la vision. Dans Star Wars, ces prophéties ne sont pas considérées comme des paradoxes, car les prophéties peuvent être selon le cas des avertissements, des recommandations, ou des aperçus d'une volonté extérieure (un Jedi qui reçoit une vision du futur apocalyptique peut supposer qu'il l'a reçue dans le but de l'empêcher).